# إنجن إكس
إنجن إكس (بالإنجليزية: Nginx ويلفظ Engine-X)‏ وهو خادم وب مفتوح المصدر وخادم بروكسي للبروتوكولات بروتوكول نقل النص الفائق، بروتوكول إرسال البريد البسيط، بروتوكول مكتب البريد وبروتوكول الوصول إلى رسائل الإنترنت مع التركيز العالي على التوافقية والأداء وقلة استهلاك الذاكرة. مرخص تحت رخصة BSD ويعمل على منصات يونكس، لينكس، توزيعة برمجيات بيركلي، ماك، سولاريس، آي بي إم إيه آي إكس، إتش بي - يو إكس وويندوز 

## وصلات خارجية
- إنجن إكس على موقع Open Hub (الإنجليزية)
- إنجن إكس على موقع Free Software Directory (الإنجليزية)
- الموقع الرسمي